# سليم تشاف (دهغاه)
سلیم تشاف (بالفارسية: سلیم چاف) هي منطقة سكنية تقع في إيران في غيلان. يقدر عدد سكانها بـ 360 نسمة .